# Plazas de San José de Mayo
Las plazas de San José de Mayo son espacios públicos ubicados en la ciudad capital del departamento de San José,  en Uruguay. Representan aspectos históricos, culturales y arquitectónicos de la ciudad.  

## Plaza de los Treinta y Tres Orientales
Esta plaza toma el nombre de los Treinta y Tres Orientales que lucharon por liberar al Uruguay (entonces llamado Provincia Oriental) del dominio extranjero. Se concibió en 1783 cuando se delineó la ciudad y se encuentra ocupando la manzana determinada en la actualidad por las calles 18 de Julio, Artigas, Asamblea y 25 de Mayo, en el centro de la ciudad. En el diseño urbano inicial se designó este lugar para una plaza que sería el eje edilicio de la nueva población. Está pensada respetando las leyes de las Indias para los nuevos territorios conquistados, por eso se ubicó en el centro del diseño y las calles Treinta y Tres y Batlle y Ordóñez desembocan en la mitad de la manzana que ocupa. 
Se identifica como "Plaza de la Paz" porque en el centro  se erige la Pirámide a la Paz de Abril, obra del célebre escultor italiano Juan Ferrari,  inaugurada el 1° de junio de 1873. La columna recuerda la paz del 6 de abril de 1872 que puso fin a la guerra de Timoteo Aparicio contra el gobierno de Lorenzo Batlle. Construida en mármol de Carrara, presenta en la base  cuatro leones que simbolizan la fuerza y la lealtad y cada uno está apoyado sobre un escudo en los que están inscriptas las más importantes efemérides nacionales de la época.
En  los cuatro ángulos sobre el capitel del pedestal cuatro querubines representan el arte, la industria, la agricultura y la ciencia.
Las  placas están decoradas con motivos de flores y frutas que aluden a la abundancia que resurge en tiempos de paz.
Trece  bloques de granito rosado, asentados en cuatro balas de cañón, simbolizan los trece departamentos que componían la república en esa época y las balas de cañón  simbolizan  la república que aplasta el espíritu guerrero que imperaba en la época.
Está  coronado con una pirámide de mármol blanco y por otra bola con 5 puntas (cuatro  en posición horizontal dirigido hacia los cuatro puntos cardinales y la restante en posición vertical apunta hacia el cielo) que trata de emular la rosa de los vientos.
La plaza ha pasado por varias remodelaciones a lo largo de su historia, cambiándose las luminarias,el arbolado y los bancos, con lo cual su aspecto difiere al de sus inicios.
En una de las esquinas de la plaza se encuentra el Teatro Macció, de gran valor arquitectónico y culturales para el país. Fue levantado por Filomena Savetto, por voluntad de su esposo, el hacendado Don Bartolomé Macció, fallecido en 1900.
Frente a esta plaza se ubica la Basílica Catedral de San José de Mayo, un templo de estilo neoclásico construido entre 1857 y 1874, y declarado monumento histórico el 2 de octubre de 1990. Desde la plaza se ven  sus campanas,  una de  las cuales pesa más de tres toneladas y pueden escucharse de hasta varios kilómetros a la redonda, y el reloj suizo, inaugurado en 1900 y construido por la misma fábrica que trabajó en el Big Ben.

## Plaza Independencia
Ubicada en la manzana delimitada por las calles Manuel Oribe, Asamblea, Di Martino y Ciganda.
La plaza fue pensada para que albergara el monumento al General José Gervasio Artigas. Se encomendó la obra a Juan Luis Blanes quien comenzó a diseñarla pero no la pudo terminar debido a un accidente donde perdió la vida. Fue su padre, el pintor Juan Manuel Blanes, quien  terminó dicho diseño. Luego, la realización de la misma fue encomendada al escultor italiano Dante Costa quien modeló en arcilla la estatua del general Artigas, que formó en yeso y mandó a fundir en bronce a su taller de Florencia. 
Representa  al general Artigas de pie con poncho al hombro y vestido con uniforme de blandengue.  En ademán de saludo lleva sombrero de campaña en su mano derecha. Tiene la espada envainada en cuya empuñadura apoya su mano izquierda.El pedestal del monumento fue construido con piedra granito y es de estilo americano.  
La efigie de 3,50 metros de alto, fundida en bronce por Dante Costa en su taller de Florencia, llegó a Montevideo el 25 de agosto de 1897. En agosto de 1898 se concreta su ubicación definitiva sobre una base de 10,50 metros de altura concebida con elementos decorativos de inspiración precolombina por el agrimensor Prudencio Montagne - miembro de la comisión iniciadora -y realizada por el constructor Félix Olgiatti utilizando granito extraído de las canteras de La Paz, Departamento de Canelones. Fue idea del agrimensor Prudencio Montagne y el encargado de construirla fue el constructor  Félix Ogliatti.
Fue inaugurada el 25 de agosto de 1898 ante un gran marco de público, con el primer monumento al prócer del país.
  
La inauguración  reunió en la pequeña ciudad de cinco mil habitantes una multitud de seis mil personas, la mitad de ellas provenientes de otras partes del país.  
La colectividad maragata fue pionera en los homenajes monumentales al Protector de los Pueblos Libres. En esa ocasión el grabador Agustín Vera acuñó una  medalla que dice: "Recuerdo de la inauguración del primer monumento erigido al General Artigas".
Es declarado monumento histórico nacional  el 5 de agosto de 2004 considerando su valor histórico, artístico y que  constituye la más difundida imagen escultórica de Artigas.

## Plaza Juan Zorrilla de San Martín
Se creó en base al proyecto del Pbro. Marcial Pérez, presidente de la junta departamental de la época, convertido en decreto municipal con fecha 25 de noviembre de 1933. Se encuentra ubicada en la manzana delimitada por las calles Mons. Di Martino, Vidal, Luis A. de Herrera y Carlos Larriera. Al principio había un busto del músico maragato César Cortinas, obra de Dardo Salguero Dela Hanty (escultor maragato). Fue sustituido en 1979, al conmemorarse los 100 años de "La leyenda patria" por una estela recordatoria a Juan Zorrilla de San Martín y desde ahí la plaza lleva este nombre.
La última remodelación se realizó en el 2010 bajo la administración de la Intendencia de Juan Chiruchi en una obra cooperativa entre la Intendencia, varias empresas privadas y el Batallón de Infantería de la ciudad. En la misma se trató de conciliar las características esenciales de la plaza con elementos contemporáneos.
Existen una gran variedad de especies autóctonas en su arbolada y esto se trató de mantener y potenciar.
La remodelación de la plaza incluyó la pavimentación a nuevo de la caminería interna, colocándose un embaldosado grande en la explanada, bancos de hierro y madera, se renovó totalmente el alumbrado y los desagües, así como también los canteros y demás espacios verdes.
Se sumó a los módulos de hormigón existentes una nueva batería de juegos infantiles y se construyó un kiosco y una garita para el sereno con el fin de preservar las instalaciones.

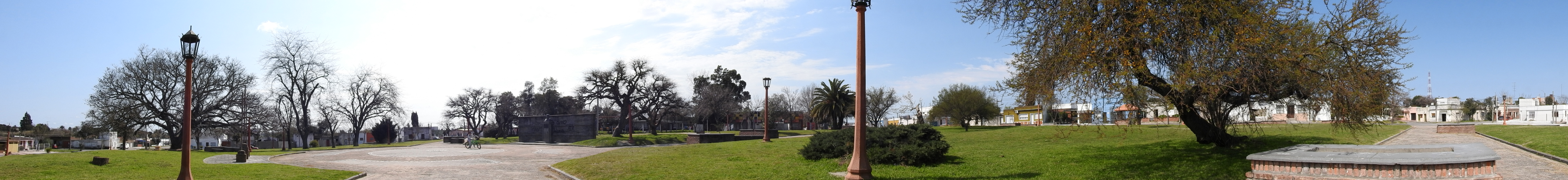
Panorámica del busto

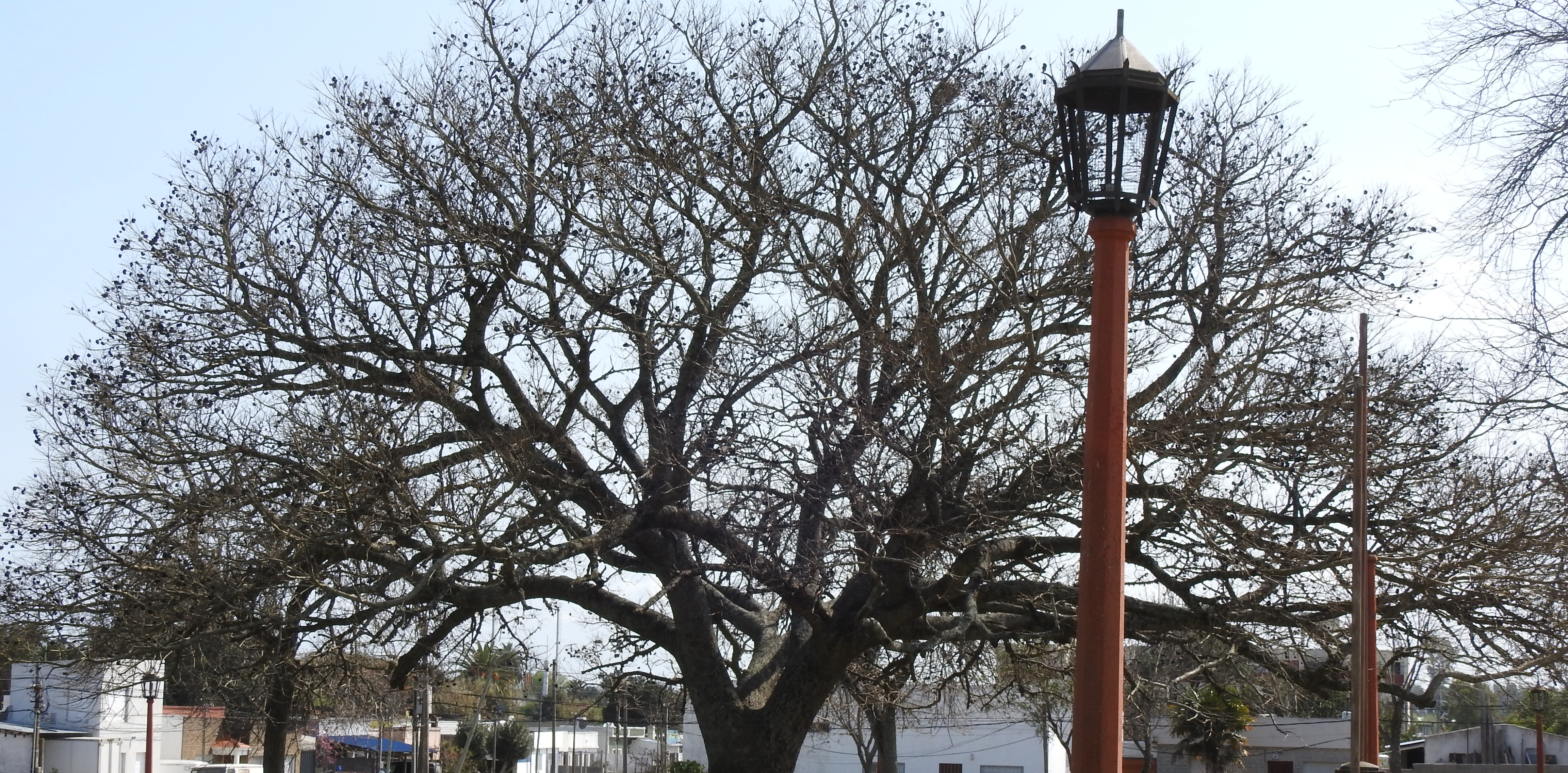
Frente al monumento se encuentra uno de los Árboles Timbo más ampulosos de la ciudad

## Plaza Dr. Nery T. Arriaga
Está ubicada en el espacio comprendido por las calles Dr. Emilio Frugoni, Carlos Larriera, Luis Batlle Berres y Ansina.
Esta plaza aparece por primera vez en un plano en el año 1889 con el nombre de Plaza Constitución.  La Junta  coloca una docena de bancos, la  cerca  y arregla y planta árboles.  
En 1952, el ejecutivo departamental  promulga un decreto por el cual cambia la denominación de la Plaza Constitución  a  Dr. Neri T. Arriaga en memoria del ilustre ciudadano desaparecido el 30 de septiembre de ese año. Fue médico, Profesor en el Liceo Departamental y en el Instituto de Formación Docente, político e Intendente Municipal de brillante gestión, por dos períodos consecutivos (1947/1952)   con sentido de desarrollo urbanístico, vial, cultural y social.
En el centro de la plaza se encuentra un busto del Dr. Arriaga que es obra del escultor Alberto Marino Gahn,  ubicado en 1996.

## Plaza 4 de Octubre
Esta plaza se encuentra en la manzana determinada por las calles Francisco Canaro, Dr. Luis A. de Herrera, Ituzaingó y Artigas y lleva este nombre en honor a la Convención Preliminar de Paz que se firmó el 4 de octubre de 1828,  que determinó la independencia absoluta de la Provincia Oriental (nombre del Uruguay en ese momento). 
Fue inaugurada en 1871, cuando se ensanchó el diseño urbano de la ciudad, se cercó con un alambrado y se entregó la llave a una comisión de vecinos para que cuidaran de ella. 
Fue remodelada en 1894 por el Agrimensor Evaristo Martínez Calderón. Por vez primera  se utilizan pinos para el arbolado y en 1964 se vuelve a remodelar  cambiando los pinos por sauces llorones y ceibos.
En el centro de la plaza se instala una fuente que  cuenta con un sistema lumínico.
También se levanta en el lugar una Estela con un medallón en homenaje a Vicente Caputti, historiador que se preocupó por reivindicar dicha fecha para la historia nacional. En la estela hay una placa que dice: "El Municipio de San José a: Vicente T. Caputti 1888-1939. Defensor de la verdad histórica y Pionero de las investigaciones regionales".

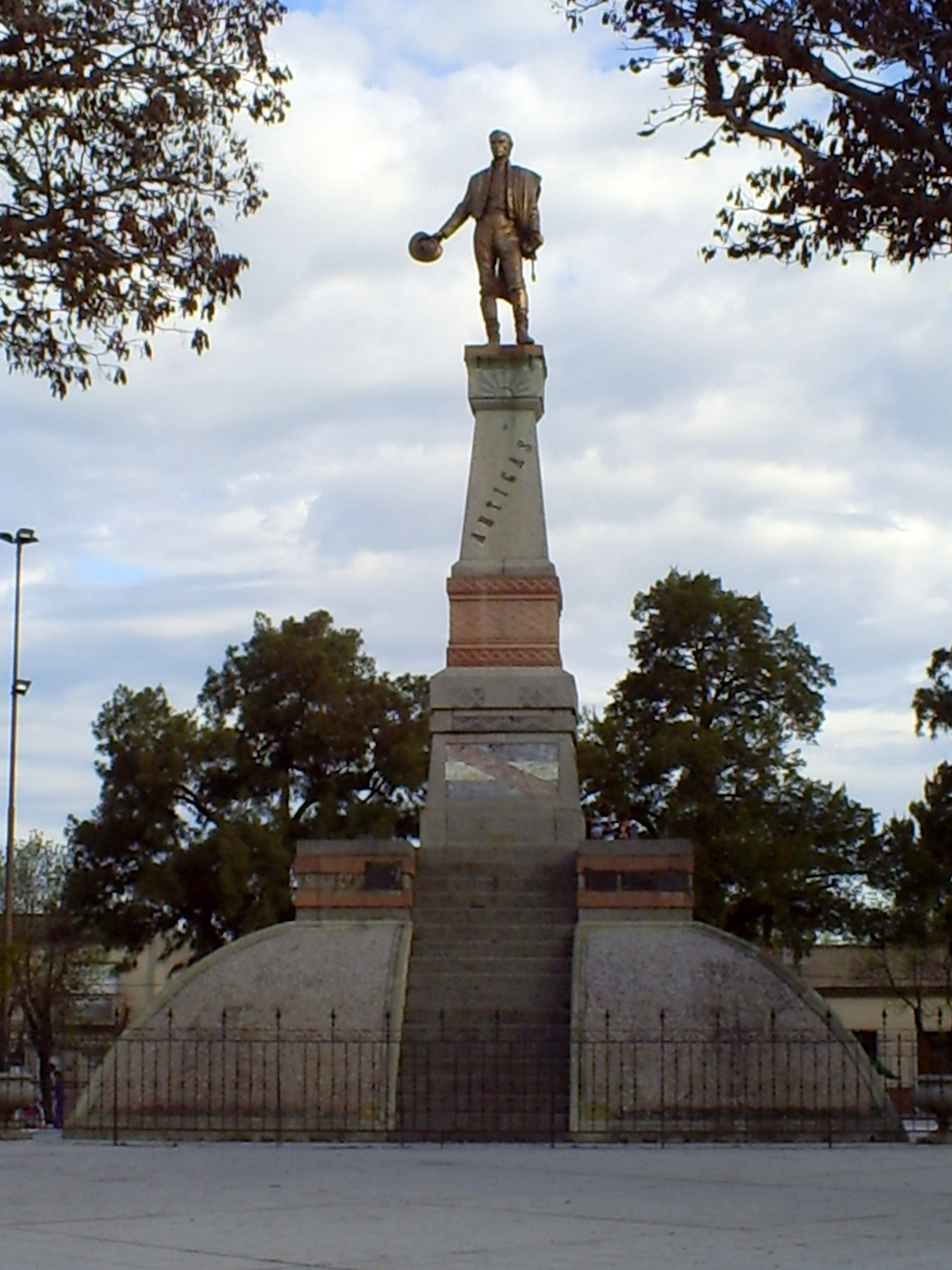
Monumento a Artigas en Plaza Independencia
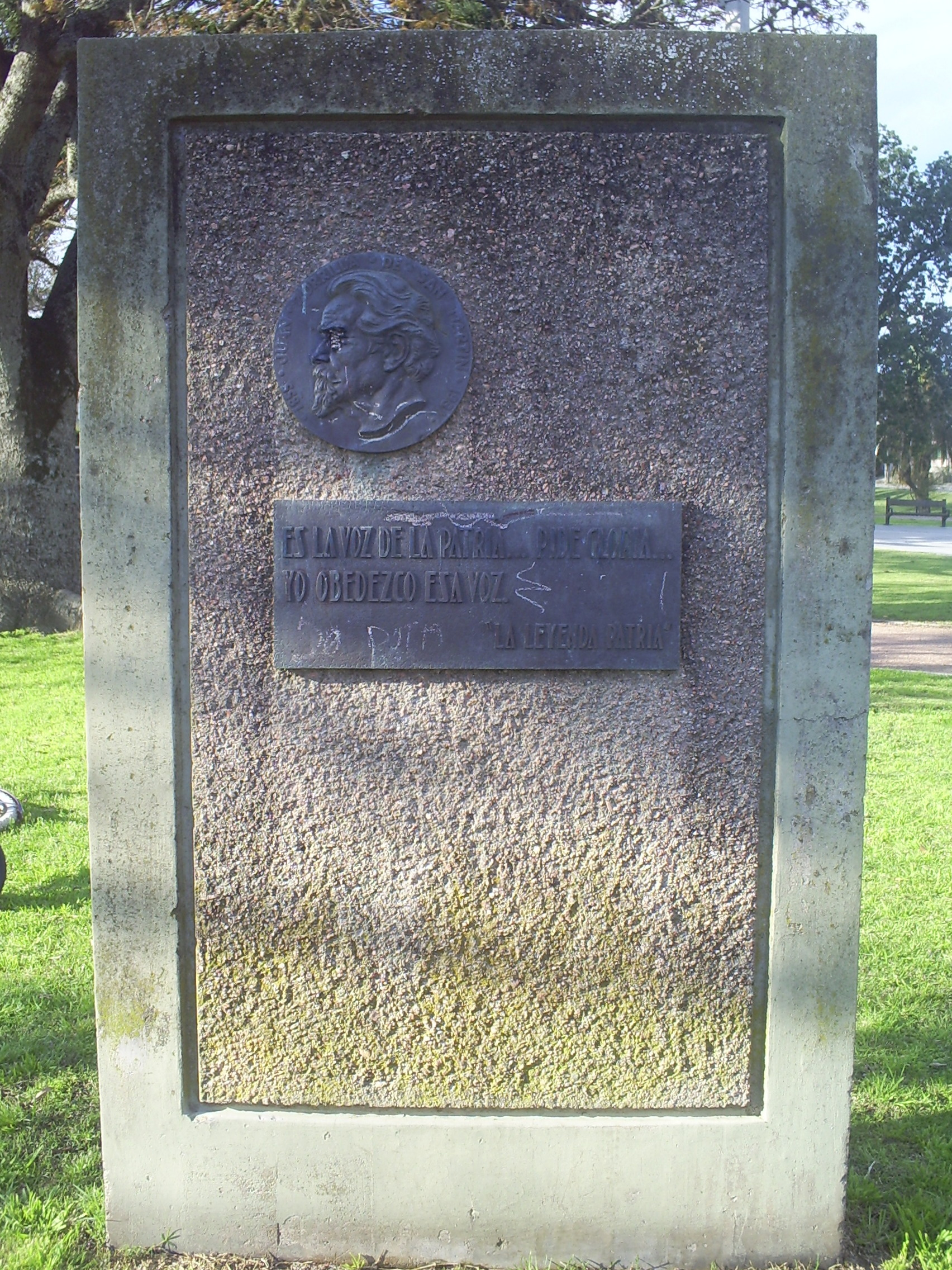
Estela a Juan Zorrilla de San Martín en la plaza del mismo nombre
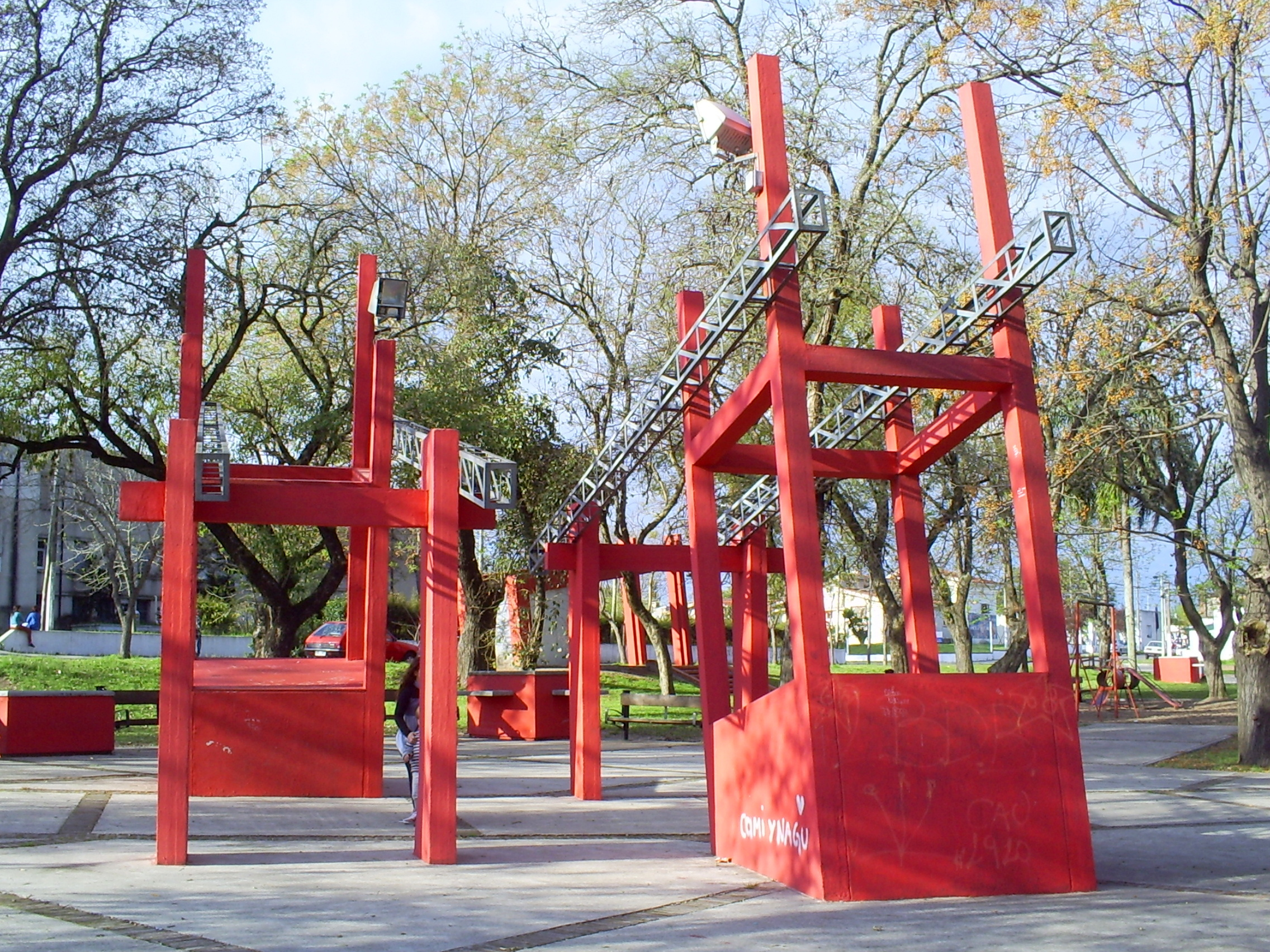
Plaza Zorrilla  remodelada  en 2010
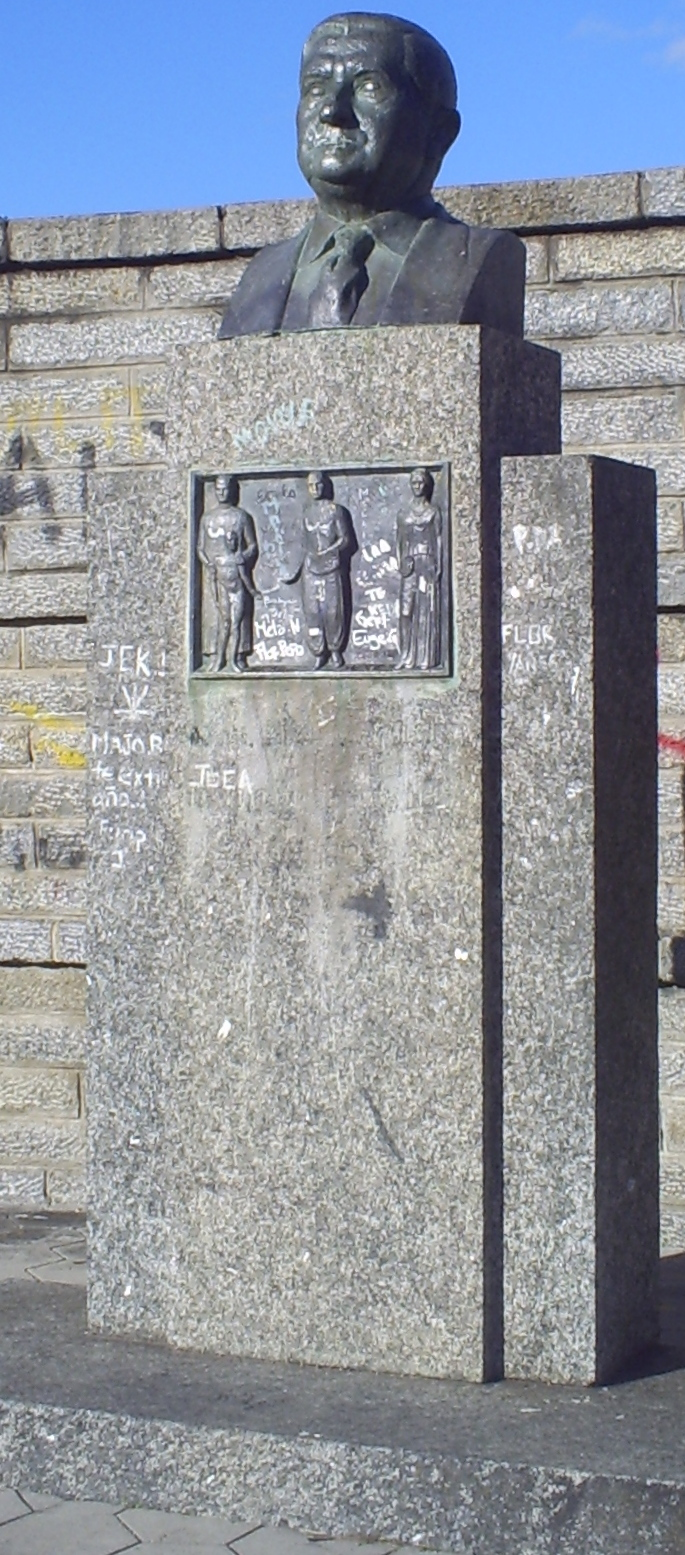
Monumento al Dr. Nery T. Arriaga en la plaza del mismo nombre
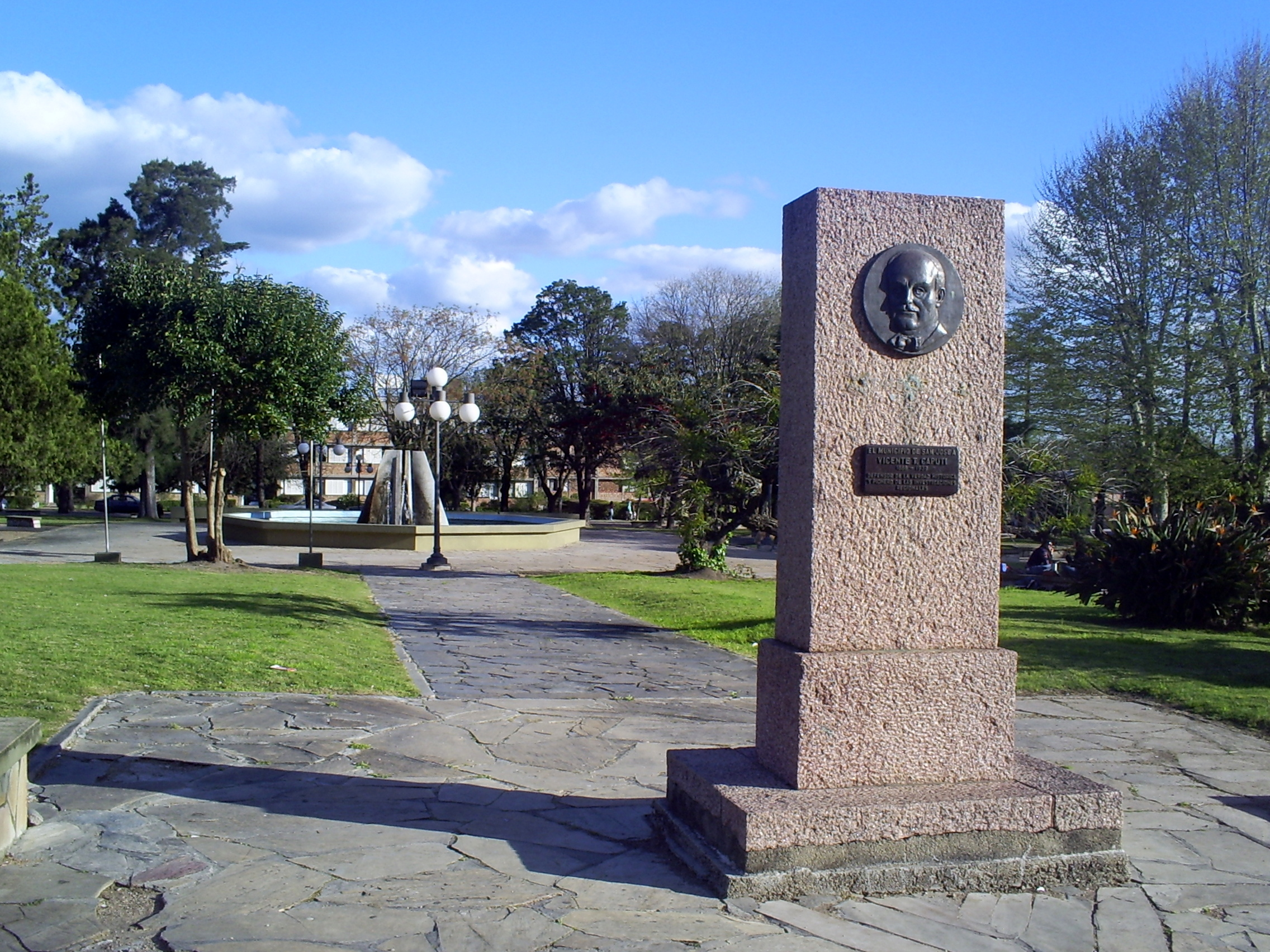
Estela a Vicente Caputti y fuente en  la Plaza 4 de Octubre